# NGC 665
NGC 665 est une galaxie lenticulaire située dans la constellation des Poissons. NGC 665 a été découverte par l'astronome germano-britannique William Herschel en 1786.

## Caractéristiques
Sa vitesse par rapport au fond diffus cosmologique est de 5 169 ± 21 km/s, ce qui correspond à une distance de Hubble de 76,2 ± 5,4 Mpc (∼249 millions d'al).
NGC 665 présente une large raie HI.
À ce jour, une mesure non basée sur le décalage vers le rouge (redshift) donne une distance d'environ 47,100 Mpc (∼154 millions d'al). Cette valeur est loin à l'extérieur des valeurs de la distance de Hubble. Notons que c'est avec la valeur moyenne des mesures indépendantes, lorsqu'elles existent, que la base de données NASA/IPAC calcule le diamètre d'une galaxie et qu'en conséquence le diamètre de NGC 665 pourrait être d'environ 53,2 kpc (∼174 000 al) si on utilisait la distance de Hubble pour le calculer.

## Groupe d'IC 1723
La galaxie NGC 665 fait partie du groupe d'IC 1723,. Outre IC 1723, les principales galaxies de ce groupe sont NGC 665, NGC 671, NGC 673, NGC 677, NGC 683, IC 156 et IC 162. Certaines galaxies (entre autres NGC 683) de ce groupe apparaissent dans le groupe de NGC 673 inscrit dans la liste de l'article de Garcia, d'autres (NGC 671 et NGC 677 entre autres) dans le groupe de NGC 671 inscrit dans l'article de Mahtessian. Toutes les galaxies de ces deux groupes ont été réunies dans le seul groupe d'IC 1723, la plus grosse des galaxies du groupe.